# Ponte San Marco
Ponte San Marco (Put San Màrch in dialetto bresciano) è una frazione del comune di Calcinato, in provincia di Brescia.

## Storia

### Preistoria
L'esistenza di un consistente insediamento dell'età del Bronzo e età del Ferro esteso su un dosso in riva al fiume Chiese a Ponte San Marco era del tutto ignota fino a quando nel 1990 i lavori di sterro per la costruzione di una piazzola all'incrocio con la via santi Faustino e Giovita portarono alla luce il deposito archeologico. I successivi scavi archeologici portarono alla luce resti di un esteso abitato, fondato nel Bronzo recente e perdurato fino alla prima età del Ferro, con un impianto regolare e con orientamento NNW-SSE. Lungo questo asse si allineavano le case di forma rettangolare, contrassegnate dalla sequela dei buchi di palo perimetrali e dai lembi dei piani pavimentali dei focolari. Sotto i resti dell'abitato, inoltre, copiosi reperti relativi ad un insediamento più antico, sviluppatosi sul medesimo colle nella media età del Bronzo. Ma anche tale insediamento si era a sua volta impostato su un luogo già frequentato in epoche paleolitiche e neolitiche. Ne risulta un uso reiterato del sito, motivato dalla dislocazione strategica lungo la riva del Chiese che sulla base dei ritrovamenti archeologici si conferma già consolidato nella prima età dei metalli. La parte del deposito archeologico non soggetta ad opere edili sono state sigillate con una pavimentazione rimovibile. A tenere viva la memoria dell'interesse resta la denominazione della piazza lì sorta: Piazza della Preistoria..

### La seconda guerra mondiale
Terribili per Ponte San Marco furono gli ultimi mesi della seconda guerra mondiale: i ponti stradali e quello ferroviario vennero sottoposti a 72 bombardamenti (secondo altri furono addirittura 98). Sugli obiettivi più importanti e strategici e sulle case furono circa 20 000 le bombe sganciate. Le chiese ebbero danni modesti (tetto, vetrate), mentre rimase intatto nella strutture il palazzo Romanelli che venne chiamato la "Casa delle Bombe". Il segnale dei bombardamenti venne dato il 26 luglio 1944 quando un razzo cadde sulla ferrovia «...seminando terrore...» come scrisse Don Rovetta nel suo celebre diario.
Il 3 agosto, sedici bombe caddero sui ponti e sulla ferrovia, portando per la prima volta morte. La popolazione sfolla, mentre i bombardamenti riprendono il 13 ottobre e il 15 ottobre, il 7 novembre, il 3 dicembre e poi con sempre maggiore frequenza seminando distruzione: al cotonificio del paese, alle strade che lo collegavano alla città, alla ferrovia sulla linea Milano-Venezia e ai ponti. L'aereo di disturbo, detto "Pippo", continuava a volteggiare nel cielo,a volte mitragliando, a volte gettando spezzoni incendiari. Il più terribile dei bombardamenti ebbe luogo il 13 febbraio 1945 polverizzando la contrada. Continuarono nei giorni successivi, e lo stesso giorno di Pasqua, con una tale distruzione che il paese fu chiamato "Piccola Berlino" e "Ponte della morte".
Il 24 e 25 aprile 1945 i tedeschi in ritirata, inseguiti dai caccia americani, fecero saltare i ponti ferroviari. Il 27 aprile 1945 finalmente comparirono tre colonne di carri armati americani, segno della liberazione ormai avvenuta. La contrada è distrutta al 95%, la chiesa è solo danneggiata e tra le macerie è ancora in piedi il palazzo Romanelli.